# ميخائيل كازانوفا
ميخائيل كازانوفا (4 مايو 1989 بلوغانو في سويسرا - ) هو لاعب كرة قدم سويسري في مركز حراسة المرمى. لعب مع نادي لوغانو ونادي لوكارنو.

## وصلات خارجية
- ميخائيل كازانوفا على موقع قاعدة بيانات كرة القدم.إي يو (الإنجليزية)
- ميخائيل كازانوفا على موقع عالم كرة القدم.نت (الإنجليزية)